# Anlaouia Hadhirami Ali
Anlaouia Hadhirami Ali, née le 9 mars 2003, est une footballeuse internationale comorienne jouant au poste d'attaquant.

## Biographie

### Carrière en club
Anlaouia Hadhirami Ali évolue à l'Olympic de Moroni. Sacrée championne des Comores en 2022, elle dispute la phase qualificative de la Ligue des champions féminine de la CAF 2022, inscrivant un but contre les Swazies des Young Buffaloes (victoire 1-0), et un but contre son camp contre les Botswanaises de Double Action.

### Carrière en sélection
En décembre 2019, Anlaouia Hadhirami Ali dispute avec l'équipe des Comores des moins de 17 ans la coupe de l'UFFOI U17, qui se conclut sur une deuxième place des Comoriennes. Elle remporte le trophée de meilleure buteuse de la compétition avec 5 buts marqués, inscrivant notamment un doublé contre Maurice.
Alors âgée de 15 ans, elle connaît sa première sélection en équipe des Comores le 17 décembre 2018 lors du tournoi féminin de l'UFFOI contre Maurice, marquant le troisième but de sa sélection lors de cette victoire par 3 buts à 0.
Elle inscrit son deuxième but international contre l'Eswatini (défaite 4-2) le 3 novembre 2020 en phase de groupes du Championnat féminin du COSAFA 2020.
Elle marque un doublé le 19 janvier 2023 lors d'une victoire 2-1 contre Maurice lors d'un tournoi amical en Arabie saoudite où elle est sacrée meilleure buteuse du tournoi.